# Roger Salnot
Roger Salnot (né le 10 décembre 1958) est un entraineur français qui a notamment été le sélectionneur de l'équipe de la Guadeloupe entre 2001 et 2011.

## Biographie
En 2007, il conduit son équipe à la 4e place de la Digicel cup 2007 et jusqu'à la demi-finale de la Gold Cup 2007.
Durant cette compétition, la Guadeloupe s'imposa contre le Canada 2-1 en phase de groupes et contre le Honduras sur le même score en quarts-de-finale, avant de tomber face au Mexique 1-0 en demi-finale.
En 2008, il obtient une 3e place avec la sélection lors de la 1re édition de la Coupe de l'Outre-Mer en France ne perdant qu'un match (contre la Martinique 0-1 qui coûte la qualification à la finale) et en remportant trois victoires dont deux sur le score de 4-0 contre la Nouvelle-Calédonie et la Guyane.
Ensuite, lors de la Digicel Cup 2008, il va conduire pour la seconde fois de son histoire la Guadeloupe à la 3e place de la compétition avec un parcours sans faute en qualification (3 victoires en 3 matches dont un 7-1 contre les Iles Caïmans et un 3-1 contre la Martinique) et d'une phase finale avec une victoire, un nul et une défaite en poules puis la demi-finale perdue contre le pays organisateur et futur vainqueur de la compétition, la Jamaïque, et enfin la victoire aux tirs au but face à Cuba. 
Grâce à cela, la Guadeloupe a joué pour la deuxième fois consécutive la Gold Cup avec pour but de faire mieux qu'en 2007. Cela ne fut pas le cas, car la sélection a été éliminée en quarts par le Costa Rica.
Peu avant le début de la Digicel Cup 2010 en Martinique, Salnot annonce qu'en cas de qualification, la Gold Cup 2011 sera sa dernière compétition. Les Gwadaboys s'y qualifient en finissant deuxième du tournoi, battus en finale aux tirs au but par la Jamaïque. 
Trois mois après une Gold Cup où les Gwadaboys perdirent leurs trois matches, Salnot est remplacé par l'entraineur adjoint du CS Moulien et sélectionneur des moins des 20 ans, Steeve Bizasène.

## Palmarès
- Coupe de l'Outre-Mer
  - Troisième en 2008 et en 2010
- Coupe caribéenne des nations
  - Finaliste en 2010
  - 3e en 2008
  - 4e en 2007
- Gold Cup
  - Demi-finaliste en 2007
  - Quart-de-finaliste en 2009
  - Premier tour en 2011